# Santar (Nelas)
Santar ist ein Ort und eine ehemalige Gemeinde (Freguesia) im portugiesischen Kreis Nelas. Die Gemeinde hatte 1051 Einwohner (Stand 30. Juni 2011).
Am 29. September 2013 wurden die Gemeinden Santar und Moreira zur neuen Gemeinde União das Freguesias de Santar e Moreira zusammengeschlossen. Santar ist Sitz dieser neu gebildeten Gemeinde.